# ザ・童謡ポップス2 春のうた集
『ザ・童謡ポップス2 春のうた集』（ザ・どうようポップスに はるのうたしゅう）は、2002年2月20日にPICCOLO TOWNから発売された童謡カバーのコンピレーション・アルバム。

## 概要
- ハロー!プロジェクトのアイドルが歌う「ザ・童謡ポップス」のシリーズ第2弾[1]。
- 本作は、春をテーマにした楽曲を収録。
- カバーイラストレーションは、モーニング娘。の2代目リーダーの飯田圭織によるものである。

## 収録曲
1. ドレミの歌（Do-Re-Mi） / 高橋愛、平家みちよ、里田まい、ミカ、レフア、斉藤瞳
作詞：オスカー・ハマースタイン2世 / 日本語詞：ペギー葉山 / 作曲：リチャード・ロジャース / 編曲：山尾正人
2. 春が来た / 加護亜依、平家みちよ、斉藤瞳
作詞：高野辰之 / 作曲：岡野貞一 / 編曲：渡辺美佳、久保寛一郎
3. チューリップ / 小川麻琴、石井リカ
作詞：近藤宮子 / 作曲：井上武士 / 編曲：山尾正人
4. うれしいひなまつり / 紺野あさ美、松浦亜弥、石井リカ
作詞：サトウハチロー / 作曲：河村光陽 / 編曲：山尾正人
5. 春の小川 / 後藤真希、レフア、石井リカ、藤本美貴
作詞：高野辰之 / 作曲：岡野貞一 / 編曲：樫原伸彦
6. みかんの花咲く丘 / 稲葉貴子、里田まい、石井リカ、藤本美貴
作詞：加藤省吾 / 作曲：海沼実 / 編曲：山尾正人
7. さくらさくら / 吉澤ひとみ、石井リカ
日本古謡 / 編曲：渡辺美佳、久保寛一郎
8. 花 / 全員
作詞：武島羽衣 / 作曲：滝廉太郎 / 編曲：前嶋康明
9. こいのぼり / 安倍なつみ、あさみ
文部省唱歌 / 編曲：鈴木Daichi秀行
10. ちょうちょ / 辻希美、りんね、村田めぐみ、大谷雅恵
スペイン民謡 / 訳詞：野村秋足、稲垣千穎 / 編曲：河野雅昭
11. おお牧場はみどり / 保田圭、りんね、ミカ、村田めぐみ、前田有紀、石井リカ
チェコスロヴァキア民謡 / 訳詞：中田羽後 / 編曲：山尾正人
12. 茶摘み / 飯田圭織、里田まい、アヤカ
文部省唱歌 / 編曲：山尾正人
13. シャボン玉 / 新垣里沙、平家みちよ
作詞：野口雨情 / 作曲：中山晋平 / 編曲：熊田豊
14. 森のくまさん / 石川梨華、稲葉貴子、あさみ、アヤカ、大谷雅恵、柴田あゆみ、藤本美貴
アメリカ民謡 / 訳詞：馬場祥弘 / 編曲：山尾正人
15. 背くらべ / 矢口真里、柴田あゆみ、前田有紀、藤本美貴
作詞：海野厚 / 作曲：中山晋平 / 編曲：山尾正人
16. 仰げば尊し / 平家みちよ、稲葉貴子、カントリー娘。、ココナッツ娘。、メロン記念日、前田有紀、石井リカ、藤本美貴
文部省唱歌 / 編曲：渡辺美佳、久保寛一郎

## 参加メンバー
- モーニング娘。
  - 1期：飯田圭織、安倍なつみ
  - 2期：保田圭、矢口真里
  - 3期：後藤真希
  - 4期：石川梨華、吉澤ひとみ、辻希美、加護亜依
  - 5期：高橋愛、紺野あさ美、小川麻琴、新垣里沙
- 平家みちよ
- 稲葉貴子
- カントリー娘。
  - りんね、あさみ、里田まい
- ココナッツ娘。
  - アヤカ、ミカ、レフア
- メロン記念日
  - 村田めぐみ、斉藤瞳、大谷雅恵、柴田あゆみ
- 前田有紀
- 松浦亜弥
- 石井リカ
- 藤本美貴